# Championnat de Russie de football de troisième division 1995
Navigation
Édition précédente Édition suivante
La saison 1995 de la Vtoraïa Liga est la quatrième édition de la troisième division russe. Elle prend place du 1er avril au 29 octobre 1995.
Soixante-deux clubs du pays sont divisés en trois zones géographiques (Centre, Est et Ouest) contenant entre dix-huit et vingt-deux équipes chacune, où ils s'affrontent deux fois, à domicile et à l'extérieur. En fin de saison, un nombre variable d'équipes dans chaque zone est relégué en quatrième division, tandis que les deux premiers de chaque zone (seulement le premier dans la zone Est) sont directement promus en deuxième division.

## Compétition

### Règlement
Le classement est établi sur le barème de points suivant : trois points pour une victoire, un pour un match nul et aucun pour une défaite. Pour départager les équipes à égalité de points, les critères suivants sont utilisés :
1. Nombre de matchs gagnés
2. Confrontations directes (points, matchs gagnés, différence de buts, buts marqués, buts marqués à l'extérieur)
3. Différence de buts générale
4. Buts marqués (général)
5. Buts marqués à l'extérieur (général)

### Zone Centre

#### Participants
Légende des couleurs
- Relégué de deuxième division
- Promu de quatrième division

| Club                     | D3 depuis | Classement 1994 |
| ------------------------ | --------- | --------------- |
| Torpedo Vladimir         | 1995      | 19 (D2)         |
| Zvezda Perm              | 1995      | 21 (D2)         |
| Gazovik-Gazprom Ijevsk   | 1994      | 3               |
| Spartak Riazan           | 1994      | 4               |
| Tekstilchtchik Ivanovo   | 1994      | 4 (Ouest)       |
| Nosta Novotroïtsk        | 1992      | 5               |
| Lada Dimitrovgrad        | 1994      | 6               |
| Zvezda Gorodichtche      | 1992      | 7               |
| Ouralets Nijni Taguil    | 1994      | 8               |
| Arsenal Toula            | 1992      | 9               |
| OuralAZ Miass            | 1994      | 10              |
| Metallourg Magnitogorsk  | 1994      | 11              |
| Svetotekhnika Saransk    | 1994      | 12              |
| Devon Oktiabrski         | 1992      | 13              |
| Rubin Kazan              | 1994      | 15              |
| Indoustria Obninsk       | 1993      | 16              |
| Volgar-Gazprom Astrakhan | 1995      | 1 (D4, zone 2)  |
| SKD Samara               | 1995      | 1 (D4, zone 5)  |
| Sibir Kourgan            | 1995      | 1 (D4, zone 6)  |
| Saturn Ramenskoïe        | 1995      | 2 (D4, zone 3)  |
| Torpedo Pavlovo          | 1995      | 3 (D4, zone 5)  |
| Zénith Ijevsk            | 1995      | 3 (D4, zone 6)  |

#### Classement
| Rang | Équipe                     | Pts | J  | G  | N  | P  | Bp | Bc | Diff |
| ---- | -------------------------- | --- | -- | -- | -- | -- | -- | -- | ---- |
| 1    | Gazovik-Gazprom Ijevsk     | 94  | 40 | 29 | 7  | 4  | 89 | 30 | +59  |
| 2    | Saturn Ramenskoïe P        | 93  | 40 | 29 | 6  | 5  | 81 | 21 | +60  |
| 3    | Lada Dimitrovgrad          | 87  | 40 | 27 | 6  | 7  | 87 | 34 | +53  |
| 4    | Nosta Novotroïtsk          | 82  | 40 | 24 | 10 | 6  | 68 | 32 | +36  |
| 5    | Tekstilchtchik Ivanovo     | 73  | 40 | 23 | 4  | 13 | 73 | 49 | +24  |
| 6    | Arsenal Toula              | 67  | 40 | 19 | 10 | 11 | 61 | 43 | +18  |
| 7    | Volgar-Gazprom Astrakhan P | 64  | 40 | 19 | 7  | 14 | 48 | 41 | +7   |
| 8    | Svetotekhnika Saransk      | 62  | 40 | 18 | 8  | 14 | 43 | 48 | -5   |
| 9    | Spartak Riazan             | 53  | 40 | 14 | 11 | 15 | 40 | 39 | +1   |
| 10   | Zvezda Gorodichtche        | 51  | 40 | 14 | 9  | 17 | 63 | 63 | 0    |
| 11   | Indoustria Obninsk         | 48  | 40 | 15 | 3  | 22 | 48 | 64 | -16  |
| 12   | OuralAZ Miass              | 48  | 40 | 13 | 9  | 18 | 43 | 49 | -6   |
| 13   | Metallourg Magnitogorsk    | 47  | 40 | 14 | 5  | 21 | 52 | 66 | -14  |
| 14   | Sibir Kourgan P            | 45  | 40 | 12 | 9  | 19 | 41 | 59 | -18  |
| 15   | SKD Samara P               | 44  | 40 | 13 | 5  | 22 | 44 | 63 | -19  |
| 16   | Ouralets Nijni Taguil      | 43  | 40 | 11 | 10 | 19 | 47 | 56 | -9   |
| 17   | Rubin Kazan                | 42  | 40 | 12 | 6  | 22 | 32 | 56 | -24  |
| 18   | Torpedo Pavlovo P          | 41  | 40 | 12 | 5  | 23 | 36 | 69 | -33  |
| 19   | Zénith Ijevsk P            | 36  | 40 | 10 | 6  | 24 | 36 | 76 | -40  |
| 20   | Torpedo Vladimir R         | 35  | 40 | 10 | 5  | 25 | 42 | 80 | -38  |
| 21   | Zvezda Perm R              | 31  | 40 | 8  | 7  | 25 | 41 | 77 | -36  |
| 22   | Devon Oktiabrski           | 0   | 0  | 0  | 0  | 0  | 0  | 0  | 0    |

Promotion en deuxième division
- 1er et 2e : promotion

Relégation en quatrième division
- 20e et 21e : relégation
- 10e, 15e et 16e : rétrogradation
- 22e : abandon

Abréviations
- P : Promu de quatrième division
- R : Relégué de deuxième division

1. 1 2 3  Le Zvezda Gorodichtche, le SKD Samara et l'Ouralets Nijni Taguil se retirent de la compétition à l'issue de la saison.
2. ↑  Le Debon Oktiabrski se retire de la compétition lors de la phase aller. L'intégralité de ses résultats sont annulés.

### Zone Est

#### Participants
Légende des couleurs
- Promu de quatrième division

| Club                            | D3 depuis | Classement 1994 |
| ------------------------------- | --------- | --------------- |
| Dinamo Iakoutsk                 | 1994      | 1               |
| Angara Angarsk                  | 1992      | 2               |
| Tom Tomsk                       | 1994      | 2 (Sibérie)     |
| Sakhaline Kholmsk               | 1994      | 3               |
| Kouzbass Kemerovo               | 1994      | 3 (Sibérie)     |
| Metallourg Krasnoïarsk          | 1994      | 4               |
| Dinamo Barnaoul                 | 1994      | 4 (Sibérie)     |
| Amour Blagovechtchensk          | 1993      | 5               |
| Irtych Tobolsk                  | 1994      | 5 (Sibérie)     |
| SKA-Khabarovsk                  | 1994      | 6               |
| Torpedo Roubtsovsk              | 1992      | 6 (Sibérie)     |
| Selenga Oulan-Oude              | 1994      | 7               |
| Metallourg-Zapsib Novokouznetsk | 1994      | 7 (Sibérie)     |
| Dinamo Omsk                     | 1993      | 8 (Sibérie)     |
| Motor Prokopievsk               | 1994      | 9 (Sibérie)     |
| Samotlor-XXI Nijnevartovsk      | 1994      | 10 (Sibérie)    |
| Viktoria Nazarovo               | 1995      | 1 (D5, Sibérie) |
| FK Mejdouretchensk              | 1995      | 3 (D5, Sibérie) |

#### Classement
| Rang | Équipe                          | Pts | J  | G  | N | P  | Bp | Bc | Diff |
| ---- | ------------------------------- | --- | -- | -- | - | -- | -- | -- | ---- |
| 1    | Metallourg Krasnoïarsk          | 73  | 34 | 23 | 4 | 7  | 64 | 27 | +37  |
| 2    | Dinamo Barnaoul                 | 70  | 34 | 21 | 7 | 6  | 55 | 27 | +28  |
| 3    | Kouzbass Kemerovo               | 66  | 34 | 21 | 3 | 10 | 56 | 27 | +29  |
| 4    | Metallourg-Zapsib Novokouznetsk | 66  | 34 | 21 | 3 | 10 | 77 | 37 | +40  |
| 5    | Amour Blagovechtchensk          | 61  | 34 | 19 | 4 | 11 | 66 | 35 | +31  |
| 6    | Irtych Tobolsk                  | 56  | 34 | 18 | 2 | 14 | 53 | 49 | +4   |
| 7    | Sakhaline Kholmsk               | 54  | 34 | 16 | 6 | 12 | 51 | 53 | -2   |
| 8    | Tom Tomsk                       | 53  | 34 | 15 | 8 | 11 | 54 | 25 | +29  |
| 9    | Selenga Oulan-Oude              | 51  | 34 | 16 | 3 | 15 | 42 | 46 | -4   |
| 10   | Motor Prokopievsk               | 51  | 34 | 14 | 9 | 11 | 34 | 40 | -6   |
| 11   | Dinamo Omsk                     | 50  | 34 | 15 | 5 | 14 | 48 | 39 | +9   |
| 12   | Dinamo Iakoutsk                 | 45  | 34 | 13 | 6 | 15 | 47 | 59 | -12  |
| 13   | Viktoria Nazarovo P             | 44  | 34 | 13 | 5 | 16 | 54 | 40 | +14  |
| 14   | SKA-Khabarovsk                  | 38  | 34 | 11 | 5 | 18 | 36 | 46 | -10  |
| 15   | Torpedo Roubtsovsk              | 36  | 34 | 10 | 6 | 18 | 48 | 57 | -9   |
| 16   | Angara Angarsk                  | 30  | 34 | 8  | 6 | 20 | 37 | 81 | -44  |
| 17   | Samotlor-XXI Nijnevartovsk      | 16  | 34 | 4  | 4 | 26 | 12 | 81 | -69  |
| 18   | FK Mejdouretchensk P            | 13  | 34 | 3  | 4 | 27 | 20 | 85 | -65  |

Promotion en deuxième division
- 1er : promotion

Relégation en quatrième division
- 7e et 12e : rétrogradation

Abréviations
- P : Promu de quatrième division

### Zone Ouest

#### Participants
Légende des couleurs
- Relégué de deuxième division
- Promu de quatrième division

| Club                        | D3 depuis | Classement 1994 |
| --------------------------- | --------- | --------------- |
| Avtodor Vladikavkaz         | 1995      | 18 (D2)         |
| Spartak Naltchik            | 1994      | 3               |
| Gekris Anapa                | 1994      | 5               |
| Kouban Krasnodar            | 1994      | 6               |
| Metallourg Lipetsk          | 1994      | 7               |
| Lokomotiv Saint-Pétersbourg | 1992      | 8               |
| Torpedo Taganrog            | 1994      | 9               |
| Anji Makhatchkala           | 1992      | 10              |
| Kavkazkabel Prokhladny      | 1992      | 12              |
| Saliout Belgorod            | 1993      | 13              |
| Trion-Volga Tver            | 1993      | 14              |
| Dinamo Vologda              | 1994      | 15              |
| Avangard-Kortek Kolomna     | 1992      | 16              |
| Iriston Vladikavkaz         | 1993      | 17              |
| Venets Goulkevitchi         | 1992      | 18              |
| FK Orekhovo-Zouïevo         | 1994      | 19              |
| Avtozaptchast Baksan        | 1995      | 1 (D4, zone 1)  |
| CSK VVS-Kristall Smolensk   | 1995      | 1 (D4, zone 4)  |
| Energia Piatigorsk          | 1995      | 2 (D4, zone 1)  |
| SKA Rostov                  | 1995      | 2 (D4, zone 2)  |
| FK Gatchina                 | 1995      | 2 (D4, zone 4)  |
| Spartak Chtchiolkovo        | 1995      | 3 (D4, zone 3)  |

#### Classement
| Rang | Équipe                      | Pts | J  | G  | N | P  | Bp  | Bc  | Diff |
| ---- | --------------------------- | --- | -- | -- | - | -- | --- | --- | ---- |
| 1    | Spartak Naltchik            | 96  | 42 | 30 | 6 | 6  | 127 | 49  | +78  |
| 2    | Kouban Krasnodar            | 87  | 42 | 27 | 6 | 9  | 107 | 61  | +46  |
| 3    | Torpedo Taganrog            | 85  | 42 | 26 | 7 | 9  | 78  | 36  | +42  |
| 4    | Gekris Anapa                | 82  | 42 | 25 | 7 | 10 | 71  | 37  | +34  |
| 5    | Lokomotiv Saint-Pétersbourg | 77  | 42 | 24 | 5 | 13 | 74  | 44  | +30  |
| 6    | CSK VVS-Kristall Smolensk P | 77  | 42 | 23 | 8 | 11 | 58  | 35  | +23  |
| 7    | Anji Makhatchkala           | 76  | 42 | 24 | 4 | 14 | 77  | 43  | +34  |
| 8    | Avtozaptchast Baksan P      | 74  | 42 | 23 | 5 | 14 | 66  | 60  | +6   |
| 9    | Metallourg Lipetsk          | 67  | 42 | 20 | 7 | 15 | 59  | 44  | +15  |
| 10   | Spartak Chtchiolkovo P      | 66  | 42 | 20 | 6 | 16 | 65  | 54  | +11  |
| 11   | Energia Piatigorsk P        | 60  | 42 | 17 | 9 | 16 | 45  | 40  | +5   |
| 12   | Iriston Vladikavkaz         | 56  | 42 | 18 | 2 | 22 | 62  | 78  | -16  |
| 13   | Avtodor-BMK Vladikavkaz R   | 55  | 42 | 17 | 4 | 21 | 64  | 66  | -2   |
| 14   | Kavkazkabel Prokhladny      | 52  | 42 | 16 | 4 | 22 | 62  | 73  | -11  |
| 15   | FK Gatchina P               | 50  | 42 | 15 | 5 | 22 | 49  | 48  | +1   |
| 16   | Dinamo Vologda              | 44  | 42 | 12 | 8 | 22 | 43  | 65  | -22  |
| 17   | SKA Rostov P                | 44  | 42 | 12 | 8 | 22 | 42  | 81  | -39  |
| 18   | Avangard-Kortek Kolomna     | 42  | 42 | 11 | 9 | 22 | 55  | 67  | -12  |
| 19   | Saliout Belgorod            | 39  | 42 | 11 | 6 | 25 | 51  | 98  | -47  |
| 20   | Trion-Volga Tver            | 34  | 42 | 10 | 4 | 28 | 36  | 73  | -37  |
| 21   | Venets Goulkevitchi         | 33  | 42 | 9  | 6 | 27 | 33  | 107 | -74  |
| 22   | FK Orekhovo-Zouïevo         | 25  | 42 | 7  | 4 | 31 | 28  | 83  | -55  |

Promotion en deuxième division
- 1er et 2e : promotion

Relégation en quatrième division
- 18e à 22e : relégation
- 4e : rétrogradation

Abréviations
- P : Promu de quatrième division
- R : Relégué de deuxième division
- -6 : Points de pénalité

1. ↑  Le Gekris Anapa se retire de la compétition à l'issue de la saison.
2. ↑  Le Lokomotiv Saint-Pétersbourg absorbe le Smena-Saturn Saint-Pétersbourg, pensionnaire de deuxième division, à l'issue de la saison et prend sa place pour la saison 1996.